# Preria (powieść)
Preria (ang. The Prairie: A Tale) – powieść przygodowa amerykańskiego pisarza Jamesa Fenimore’a Coopera. Piąta (ostatnia) z cyklu Pięcioksiąg przygód Sokolego Oka, wydana w 1827 roku. W Polsce po raz pierwszy ukazała się w 1834 roku.

## Fabuła
Początek XIX wieku. Rozległe prerie Terytorium Luizjany, które stało się niedawno częścią Stanów Zjednoczonych. Rodzina emigrantów wędrująca przez te dziewicze obszary w poszukiwaniu miejsca osiedlenia spotyka starego, samotnego trapera – „Sokole Oko” – który przeniósł się do górnego Missouri uciekając przed cywilizacją. Sokole Oko jak zawsze bezinteresownie służy pomocą innym, ratując ich z opresji i narażając własne życie. Odbija z rąk bandytów piękną i tajemniczą Hiszpankę, godzi zwaśnionych Indian. W jednej z ostatnich scen powieści umiera pełną godności i dostojeństwa śmiercią.